# NGC 223
NGC 223 este o galaxie spirală situată în constelația Balena. A fost descoperită în 5 ianuarie 1853 de către George Bond. De asemenea, a fost observată încă o dată în 1 ianuarie 1862 de către Heinrich d'Arrest, în sau după anul 1862 de către Arthur von Auwers și în 21 noiembrie 1886 de către Lewis Swift.